# Liste der Biografien/Esf
Liste der Biografien |
Portal Biografien |
Personensuche
# |
A |
B |
C |
D |
E |
F |
G |
H |
I |
J |
K |
L |
M |
N |
O |
P |
Q |
R |
S |
T |
U |
V |
W |
X |
Y |
Z |
?
 
Ea |
Eb |
Ec |
Ed |
Ee |
Ef |
Eg |
Eh |
Ei |
Ej |
Ek |
El |
Em |
En |
Eo |
Ep |
Eq |
Er |
Es |
Et |
Eu |
Ev |
Ew |
Ex |
Ey |
Ez
 
Esa |
Esb |
Esc |
Esd |
Ese |
Esf |
Esg |
Esh |
Esi |
Esk |
Esl |
Esm |
Esn |
Eso |
Esp |
Esq |
Esr |
Ess |
Est |
Esu |
Esw |
Esz
Die Liste der Biografien führt alle Personen auf, die in der deutschsprachigen Wikipedia einen Artikel haben. Dieses ist eine Teilliste mit 10 Einträgen von Personen, deren Namen mit den Buchstaben „Esf“ beginnt.

## Esf

### Esfa
- Esfahani, Jaleh (1921–2007), iranische Dichterin
- Esfahani, Mahan (* 1984), iranisch-US-amerikanischer Cembalist
- Esfandiari, Antonio (* 1978), US-amerikanisch-iranischer Pokerspieler
- Esfandiari, Hassan (1867–1944), iranischer Politiker
- Esfandiari, Leila (1971–2011), iranische Bergsteigerin und Höhlenforscherin
- Esfandiari, Maria (* 1992), deutsche Kirchenfunktionärin und Präses der Bremischen Evangelischen Kirche
- Esfandiary Bakhtiary, Khalil (1901–1983), iranischer Botschafter
- Esfandiary Bakhtiary, Soraya (1932–2001), iranische Adelige, Königin von Persien (1951–1958)Soraya Esfandiary Bakhtiary (1932–2001)

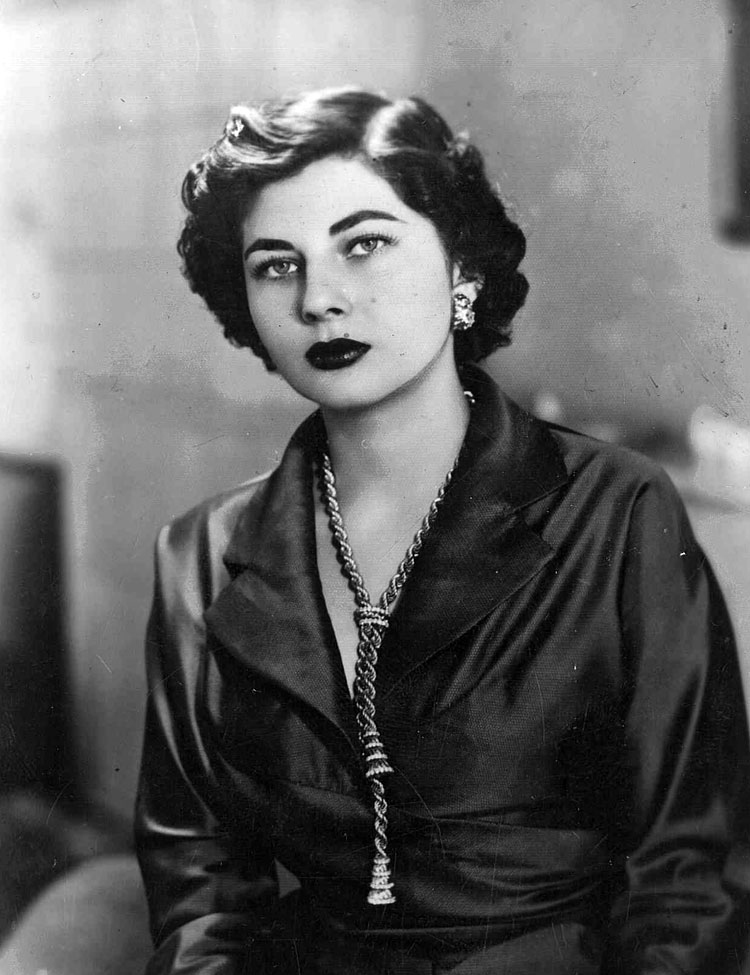
Soraya Esfandiary Bakhtiary (1932–2001)

### Esfe
- Esfeld, Michael (* 1966), deutscher Philosoph
- Esfendijar († 1920), Khan des Khanats Chiwa